# Reik
Reik este o formație mexicană de muzică pop, formată în orașul
Mexicali, Baja California. Grupul este compus din Jesús Alberto Navarro Rosas (vocea principală), Julio Ramírez Eguía (chitară acustică) și Gilberto “Bibi” Marín (chitară electrică). Toți au început să cânte de la vârste foarte fragede. Jesús a cântat
în coruri de la vârsta de șase ani; Julio a cântat la chitară de
la 12 ani, la fel ca și Gilberto. Influențele lor muzicale au fost
realmente variate, de la artiști precum Further Seems Forever la
Incubus, sau de la artiști precum Gustavo Cerati la britanicii
BBMak. Aceste influențe au contribuit notabil la stilul particular al
formației REIK, alături de personalitățile puternice a
fiecăruia dintre cei trei membri.

## Biografie
REIK s-a format în anul 2003, iar primul lor single a fost realizat în 2004.
Cântecul se numește Yo Quisiera', și
este în stil pop romantic. Primul lor single,Yo
Quisiera, a fost poziționat imediat pe
primele locuri în topurile celor mai bune melodii. Datorită acestei
melodii, formația a câștigat notorietate și astfel a urmat primul
lor album intitulat 'Reik,
editat în 2005 la Sony Music. Succesul acestui album a fost unul
răsunător, obținând discuri de aur și platină. După single-ul
Yo Quisiera, următoarele
single-uri au obținut același impact
deschizând formației drumul spre promovare și în exteriorul
Mexicului. Pe
lângă recunoașterea masivă la nivel
național și internațional, din acest moment REIK a
început să obțină premii importante precum MTV
Music Awards la categoriile Cel
mai bun grup, Cel
mai bun artist și Cea
mai bună revelație artistică, un
premiu Orgullosamente Latino
(organizat de canalul Ritmoson Latino) și un premiu Oye,
printre altele. 
La
sfârșitul anului 2006, REIK a prezentat următorul lor disc
de studiou intitulat Secuencia,
în care Jesús, Julio și Gilberto au combinat stilul pop cu rock.
Acest disc i-a consacrat total ca și formație de succes, obținând
și discul
de aur. Din acest album   s-au desprins
single-uri precum Invierno,
Sabes, Me
Duele Amarte și De
qué sirve. Turneul de promovare al
albumului Secuencia
a făcut ca formația să cucerească și continentul american.

 
A
treia producție discografică a celor trei baieți, se numește Un
día más. Printre cele mai de succes
melodii de pe acest album, se numără Mi
Pecado (în
duet cu Maite Perroni), Fui
sau Inolvidable.
Melodia Inolvidable a fost un succes în
multe țări și a devenit unul dintre cele
mai mari hituri ale formației. În 2009 REIK a obținut
premiile MTV
la categoria Cel mai bun grup pop,
Grammy Latino
pentru Cel mai bun album al unei
formații, premiul Orgullosamente
Latino și torțele
de platină și aur la festivalul Viña
del Mar. Tot în 2009, melodiile Mi
Pecado (în
duet cu Maite Perroni) și Sabes
(de pe albumul Secuencia) devin
temele muzicale principale ale telenovelei mexicane Mi
Pecado, provocând astfel adevărate
isterii în rândul fanilor. 
La
începuturile anului 2011, REIK lansează cel de-al patrulea
album de studiou, intitulat Peligro. Acest
album conține 14 teme muzicale înregistrate la Sony Music de
Fabrizio Simoncioni
și produse de Kiko Cibrian și Ettore Grenci. Acest
album a câștigat
discul de aur
pentru numărul mare de discuri
vândute. În 4 aprilie 2011, s-a lansat primul single intitulat
Peligro. În
15 august 2011 s-a lansat următorul single intitulat Tu
Mirada. Luni 13 februarie 2012, au
lansat cel de-al treilea single, o
baladă cu sunet acustic intitulată Creo
en ti.  Cel
de-al patrulea single, intitulat Te
fuiste de aqui, a fost lansat în 9 iulie
2012. Iar cel  de-al cincilea
single, intitulat Con la cara en alto
s-a lansat în 18 februarie
2013.
În
16 septembrie 2013, a urmat premiera unui nou single, intitulat
Ciego care a
fost de asemenea foarte bine primit de către public.
Tot
în 2013, au colaborat pentru piesa Dame tu
amor (Light Up) cu Inna, o cântăreață celebră din
România, iar în 2014 au colaborat pentru
piesa Duele cu cântăreața mexicană
Yuri.
În
februarie 2015, REIK
participă la Festival
Internacional de la Cancion de Vina del Mar
unde câștigă pescărușii
de platină și aur.'
În octombrie 2015, lansează un nou single, o baladă
pop intitulată Voy a olvidarte, care
va face parte din următorul album.

## Membrii formației
- Jesús Alberto Navarro Rosas (vocalistul formației) s-a născut în 9 	iulie 1986 în orașul Mexicali - Baja California. A început să 	cânte la vârsta de șase ani. Influențele sale muzicale sunt 	foarte diverse: John Mayer, Justin Timberlake, Robbie Williams, printre alții.

- Julio Ramirez (chitară acustică), s-a născut în 21 decembrie 1987 	în orașul Mexicali - Baja California. Cântă la chitară de la 12 	ani, avându-i ca influență muzicală pe Further Seems Forever.

- Gilberto "Bibi" Marin (chitară electrică), s-a 	născut în 26 ianuarie 	1983 în orașul Mexicali - Baja 	California. A fost ultimul care s-a integrat în formația Reik. 	Influențele sale muzicale sunt Incubus, 	Radiohead sau Gustavo Cerati, printre alții. În 2002 a intrat la 	Facultatea de Arhitectură – Universitatea Autonomă din Baja 	California (UABC).

## Discografie

### Albume de studio
- Reik (2005)
  - Reik Edición Especial (CD+DVD) (2006)
- Secuencia (2006)
- Un Día Más  (2008) 
  - Un Dia Más Edición Especial (CD+DVD) (2009)
- Peligro (2011)
  - Peligro Edición Especial (CD+DVD) (2012)
- Des / Amor (2016)
- Ahora (2019)

### Albume live
- Sesión Metropolitana (2006)
- En Vivo desde el Auditorio Nacional (2013)

### Single-uri
| Anul | Titlul                                | Albumul                                   |
| ---- | ------------------------------------- | ----------------------------------------- |
| 2005 | "Yo Quisiera"                         | Reik                                      |
| 2005 | "Que Vida La Mía"                     | Reik                                      |
| 2005 | "Noviembre Sin Ti"                    | Reik                                      |
| 2006 | "Niña"                                | Reik                                      |
| 2006 | "Vuelve"                              | Reik                                      |
| 2006 | "Invierno'                            | Secuencia                                 |
| 2007 | "Me Duele Amarte"                     | Secuencia                                 |
| 2007 | "De Qué Sirve"                        | Secuencia                                 |
| 2007 | "Sabes"                               | Secuencia                                 |
| 2008 | "Inolvidable"                         | Un Día Más                                |
| 2009 | "Fui"                                 | Un Día Más                                |
| 2009 | "No Desaparecerá"                     | Un Día Más                                |
| 2009 | "Voy A Estar"                         | Un Día Más                                |
| 2009 | "Mi Pecado" a dueto con Maite Perroni | Un Día Más                                |
| 2011 | 'Peligro"                             | Peligro                                   |
| 2011 | 'Tu Mirada"                           | Peligro                                   |
| 2012 | "Creo En Ti"                          | Peligro                                   |
| 2012 | "Te Fuiste De Aquí"                   | Peligro                                   |
| 2013 | "Con La Cara En Alto"                 | Reik, en vivo desde el Auditorio Nacional |
| 2013 | "Ciego"                               | Single                                    |
| 2015 | "Voy A Olvidarte"                     | Des/Amor                                  |
| 2016 | "Ya Me Enteré"                        | Des/Amor                                  |
| 2016 | "Spanglish"                           | Des/Amor                                  |
| 2016 | "We Only Have Tonight"                | Des/Amor                                  |
| 2016 | "Qué Gano Olvidándote"                | Des/Amor                                  |